# Горнапштикнер
Горнапштикне́р (горнадапне́р, хортылакне́р) — разновидность уруаканов, злые духи умерших иноверцев, самоубийц и злодеев в армянской мифологии.

## Описание
Горнапштикнеры появляются перед людьми в антропоморфном и зооморфном облике — в виде кошки, собаки, волка, медведя, осла и других животных. По ночам стоят у дорог (особенно около кладбищ) или бродят вокруг домов — пугают прохожих, прыгают им на спины, на их лошадей, на повозки. К рассвету возвращаются в свои могилы.